# Academia Militar das Agulhas Negras
La Academia Militar das Agulhas Negras (AMAN) è una scuola di formazione superiore dell'esercito brasiliano, situata nella città di Resende, nello Stato brasiliano di Rio de Janeiro. È l'unica scuola militare presente in Brasile che offra corsi specializzati destinati alla formazione di ufficiali di carriera operanti nelle armi di Fanteria, Cavalleria, Artiglieria, Ingegneria militare, Comunicazioni e Logistica.
L'ammissione all'Academia Militar è subordinata al superamento di un concorso pubblico, tenuto con cadenza annuale, che in caso di esito positivo determina l'ingresso nella Escola Preparatória de Cadetes do Exército (EsPCEx), situata nella città paulista di Campinas. La Escola Preparatória ha la funzione di formare futuri cadetti dell'AMAN, costituendo il primo step (della durata di un anno), di un percorso di formazione che si completerà all'interno dell'AMAN nei quattro anni successivi.
L'Academia prende il suo nome dal Pico das Agulhas Negras, montagna situata a nord-ovest della città di Resende, facente parte dalla Serra da Mantiqueira.

## Storia

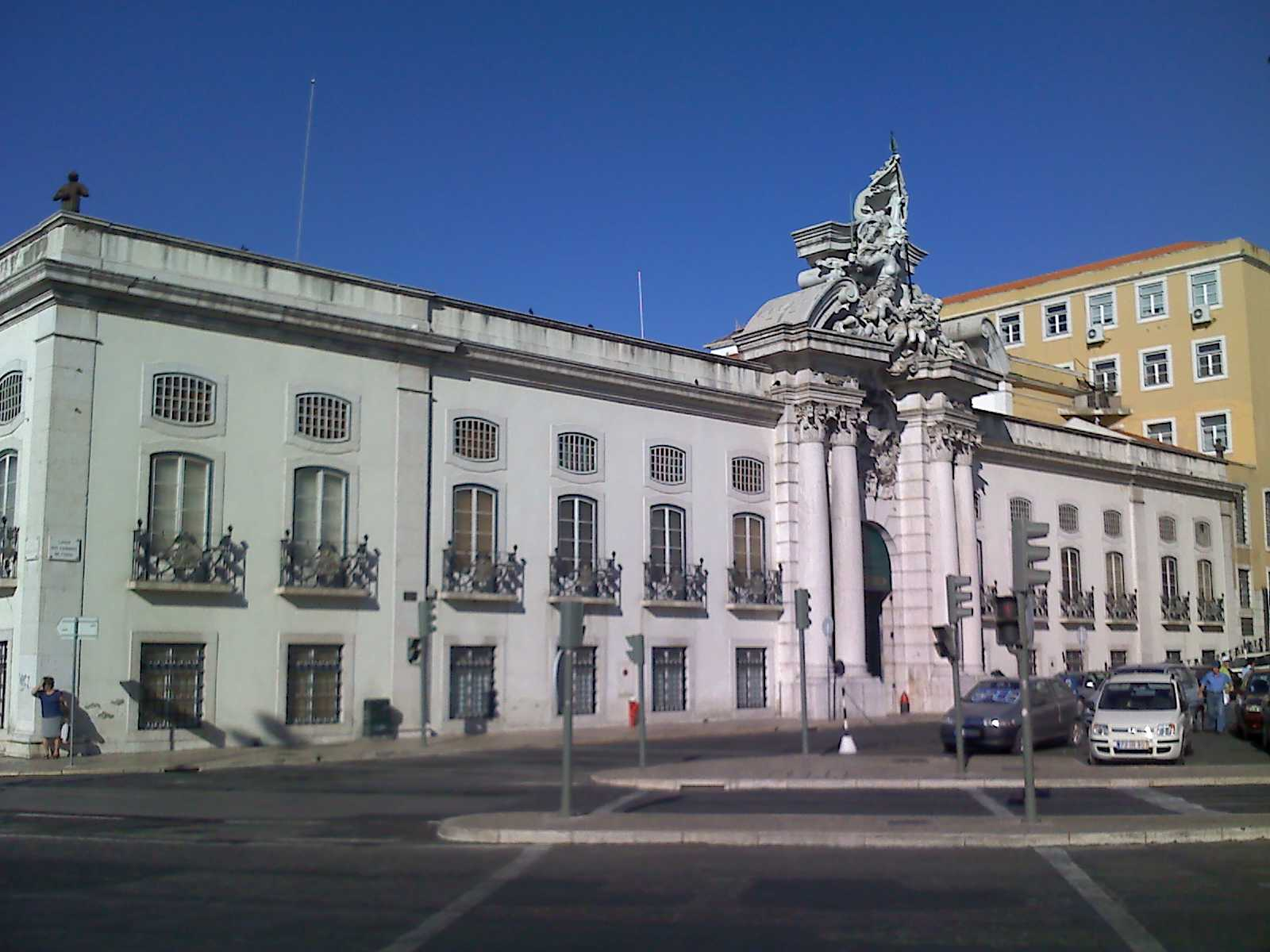
L'antico Arsenal Real do Exército di Lisbona, sede originaria della Academia Real de Fortificação, Artilharia e Desenho, attualmente ospitante il Museu Militar de Lisboa

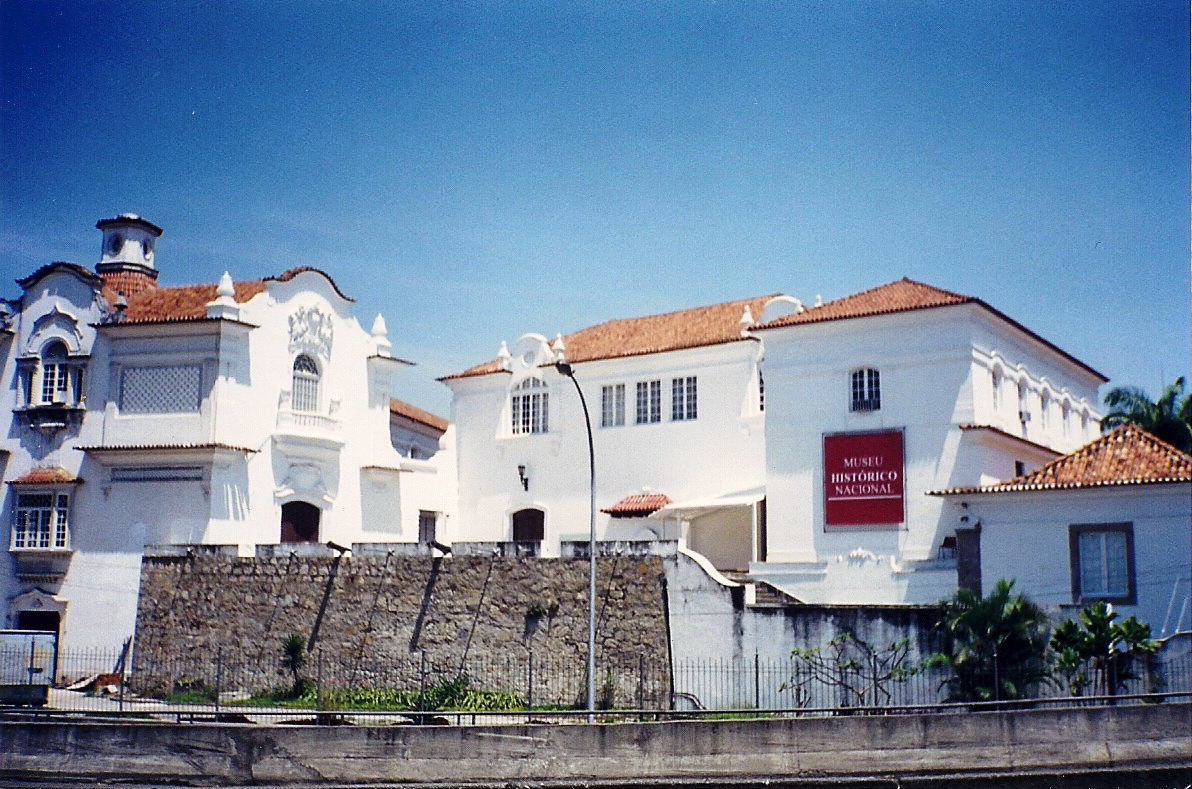
Sede storica della Real Academia de Artilharia, Fortificação e Desenho a Rio de Janeiro. Attualmente ospita il Museu Histórico Nacional

Le origini dell'Academia Militar das Agulhas Negras risalgono al 1790, anno nel quale la regina Maria I del Portogallo autorizzò l'istituzione a Lisbona della Academia Real de Fortificação, Artilharia e Desenho. Due anni più tardi venne istituita a Rio de Janeiro, all'epoca capitale della Colonia del Brasile, sul modello dell'Academia Real di Lisbona, un analogo centro di formazione, denominato Real Academia de Artilharia, Fortificação e Desenho.
In seguito al trasferimento della corte portoghese a Rio nel 1808, causato dall'invasione francese del Portogallo, l'originale istituzione venne rimpiazzata dalla Real Academia Militar, creata su iniziativa del principe reggente Giovanni VI del Portogallo, che ne autorizzò la fondazione con Carta-Régia del 4 dicembre 1810. Primo comandante della Real Academia Militar fu il tenente-generale Carlos Antônio Napion (di origini piemontesi, noto in italiano come Carlo Antonio Napione).
In seguito al conseguimento dell'indipendenza da parte del Brasile nel 1822, l'Academia venne ridenominata Imperial Academia Militar. Nel 1832 mutò nuovamente nome, venendo conosciuta come Academia Militar da Corte. Nel 1840 cambiò il proprio appellativo in Escola Militar, e dal 1858, in Escola Central, contestualmente al suo trasferimento presso la nuova sede, il Forte da Praia Vermelha, situato nel quartiere di Urca. 

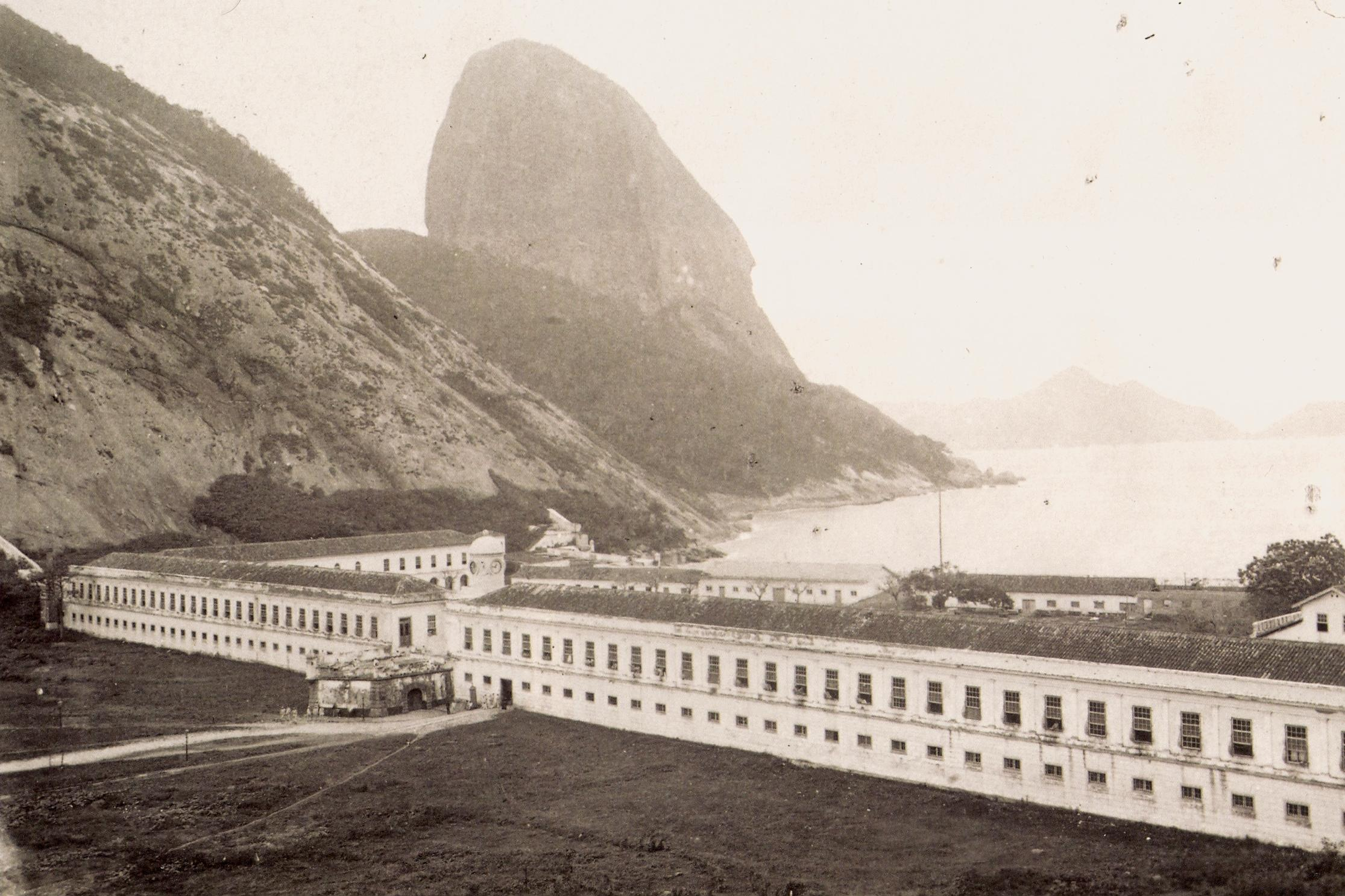
Foto di Eduardo Bezerra del Forte da Praia Vermelha (1888)

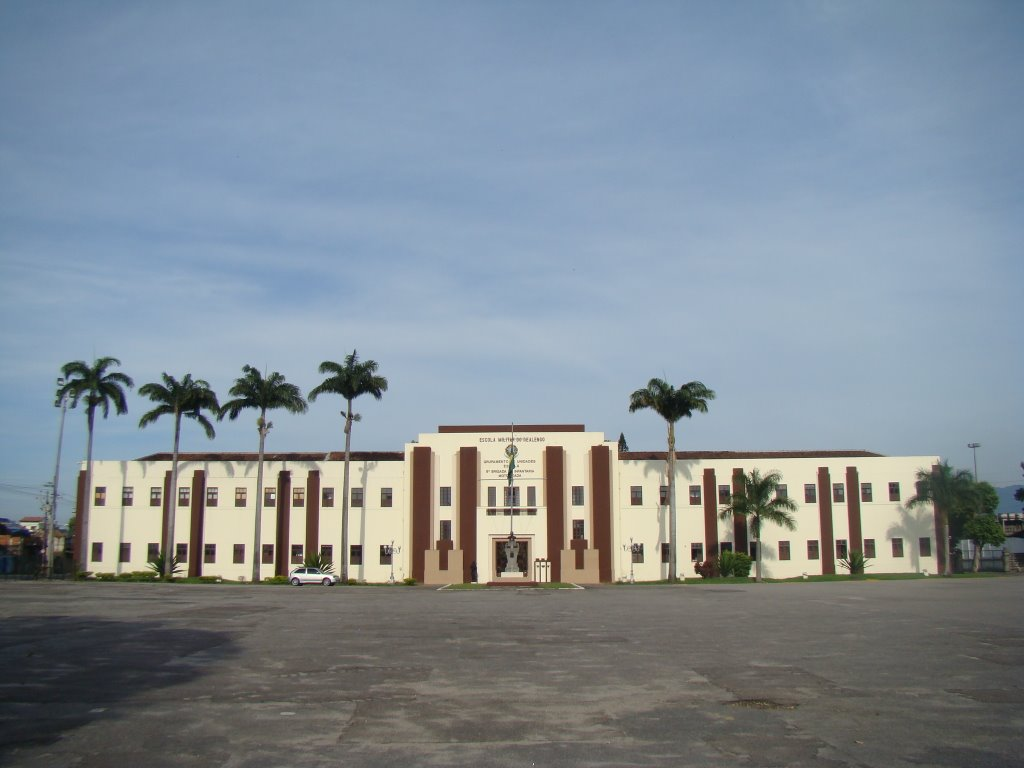
Edificio dellEscola Militar do Realengo

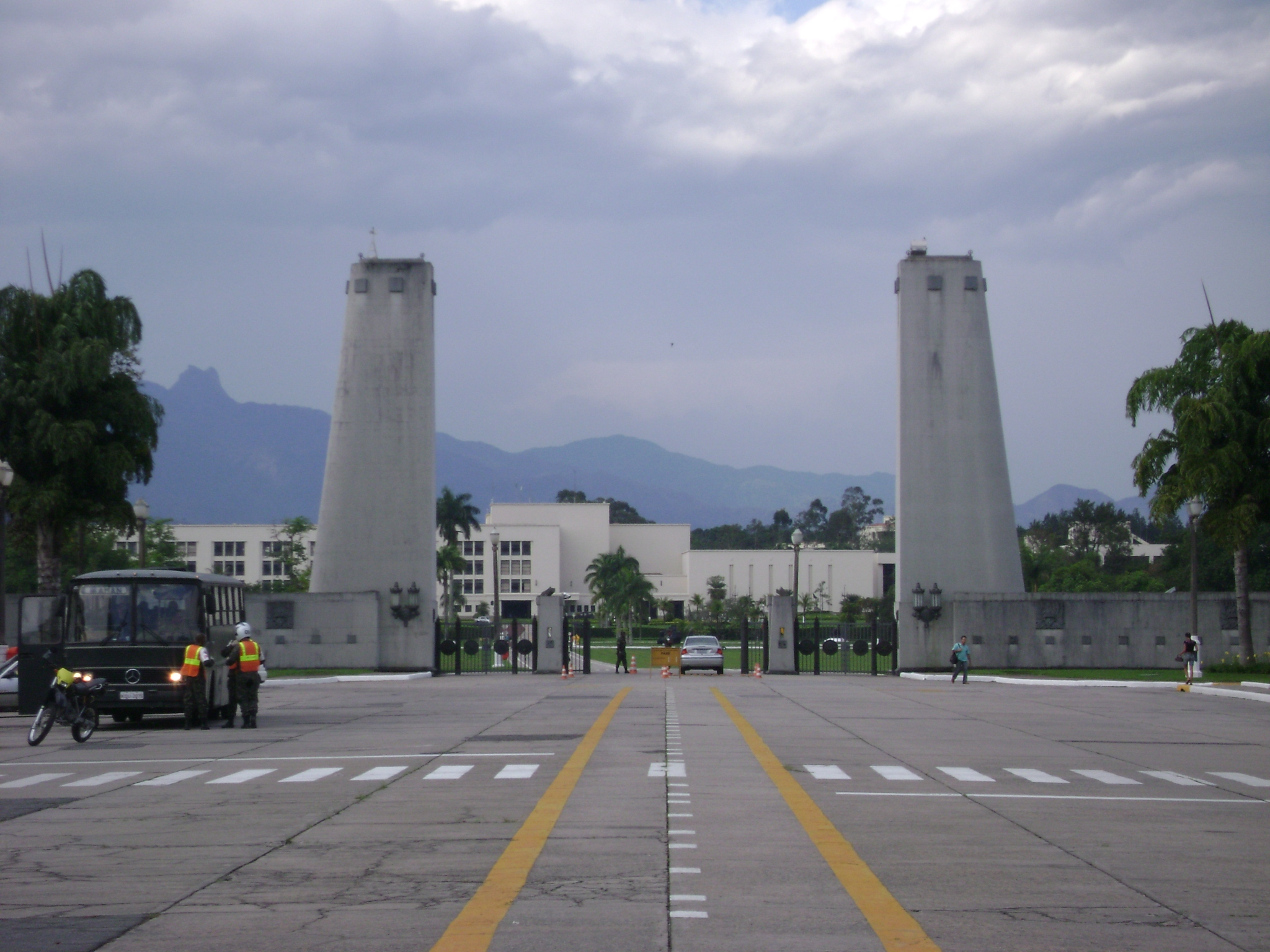
Ingresso principale dellAcademia Militar das Agulhas Negras

Curiosamente gli ingegneri formati presso la Escola Central erano in quel periodo esclusivamente civili, essendo l'Escola all'epoca l'unico centro superiore di formazione per ingegneri esistente in Brasile. Nel 1874, nel contesto della riorganizzazione complessiva dell'istruzione da parte della Secretaria de Estado dos Negócios do Império, vennero restituite alla Escola Militar da Praia Vermelha (nome con il quale era comunemente nota la Escola Central dopo il trasferimento del 1858) le sue funzioni di centro di formazione per ufficiali del Genio militare e di Artiglieria, che mantenne sino al 1904. La Escola venne chiusa nel 1904 a causa dell'adesione di diversi suoi elementi alla cosiddetta Revolta da Vacina e il Forte da Praia Vermelha venne destinato ad accogliere un reggimento di fanteria. La formazione degli ufficiali di Fanteria e Cavalleria continuò dopo quell'anno a svolgersi presso la Escola de Guerra, con sede a Porto Alegre, Rio Grande do Sul.
Nel 1913, con l'intento di unificare tutti gli istituti militari superiori, venne creata la Escola Militar do Realengo, a Rio de Janeiro, che rimase il centro di formazione per ufficiali dell'esercito brasiliano fino al 1944.
A fronte della necessità di perfezionare la formazione degli ufficiali dinanzi all'espansione delle competenze richieste all'esercito brasiliano nell'ambito della sua partecipazione alla seconda guerra mondiale, venne creata nel gennaio del 1944, a Resende, la Escola Militar de Resende. Il trasferimento da Rio de Janeiro era inoltre motivato dalla volontà politica di allontanare da influenze politiche indesiderate i quadri della forze armate. L'artefice principale di questa riorganizzazione fu il maresciallo José Pessoa Cavalcanti de Albuquerque. Nel 1951, l'Escola Militar ricevette la sua attuale denominazione Academia Militar das Agulhas Negras.

## Alumni (dal 1944)
- il 38º Presidente del Brasile: Jair Bolsonaro, classe del 1977;
- il 25º Vicepresidente del Brasile: Hamilton Mourão, classe del 1975;
- i comandanti delle forze armate (Exército Brasileiro): Carlos Tinoco Ribeiro Gomes, classe del 1948; Zenildo Gonzaga Zoroastro de Lucena, classe del 1950; Gleuber Vieira, classe del 1954; Francisco Roberto de Albuquerque, classe del 1958; Enzo Martins Peri, classe del 1962; Eduardo Dias da Costa Villas Bôas, classe del 1973 e Edson Leal Pujol, classe del 1977;
- i ministri della Difesa: Joaquim Silva e Luna, classe del 1972 e Fernando Azevedo e Silva, classe del 1976;
- il ministro delle infrastrutture: Tarcísio Gomes de Freitas, classe del 1996;
- i ministri del Gabinete de Segurança Institucional da Presidência da República: Rubens Bayma Denys, classe del 1949; Jorge Armando Felix, classe del 1959; Alberto Mendes Cardoso, classe del 1962; José Elito Carvalho Siqueira, classe del 1969; Augusto Heleno Ribeiro Pereira, classe del 1969; Sérgio Westphalen Etchegoyen, classe del 1974 e Marcos Antonio Amaro dos Santos, classe del 1980;
- i presidenti del Superior Tribunal Militar: Antonio Joaquim Soares Moreira, classe del 1948, e Raymundo Nonato de Cerqueira Filho, classe del 1967.